# Коваль, Игорь Николаевич
Игорь Николаевич Коваль (укр. Iгор Миколайович Коваль)(род. 27 февраля 1955, Одесса, УССР, СССР) — украинский историк, политолог, исследователь международных отношений, доктор политических наук, профессор, заслуженный деятель науки и техники Украины,член — корреспондент Украинской академии политических наук, ректор Одесского национального университета имени И. И. Мечникова. С
2 декабря 2020 года — секретарь Одесского городского совета девятого созыва.

## Биография
И. Н. Коваль родился 27 февраля 1955 года, в Одессе, окончил среднюю школу № 3 (Мариинская гимназия) в 1972 году.
В 1978 году окончил исторический факультет ОГУ имени И. И. Мечникова. Историк, преподаватель истории и обществоведения. В 1982 защитил кандидатскую диссертацию в КГУ им. Т. Г. Шевченко. Ассистент кафедры новой и новейшей истории (1978—1983); секретарь комитета комсомола ОГУ, старший преподаватель, доцент кафедры новой и новейшей истории, секретарь Одесского обкома комсомола по идеологическим вопросам, исполняющий обязанности заместителя декана исторического факультета ОНУ им. И. И. Мечникова (1987—1996).
С 1996 г. — директор института социальных наук ОНУ имени И. И. Мечникова. Защитил докторскую диссертацию на тему «Концептуальное оформление восточноевропейской политики США в начале процесса глобальных трансформаций» в Институте мировой экономики и международных отношений НАН Украины (Киев) Получил учёную степень доктора политических наук (2000 г.); с 2001 года — профессор.
В 2010 году избран ректором Одесского национального университета имени И. И. Мечникова..
В 2015 году решением трудового коллектива университета И. Коваль избран на второй срок ректором ОНУ..
Под руководством ректора И. Н. Коваля введён в эксплуатацию новый семиэтажный учебный корпус университета (2013 г; 6 500 м.кв).; благодаря стратегии инвестиционного строительства, получили государственное жильё 65 семей сотрудников университета (2013 г). В 2010 году приступило к работе университетское издательство, которое выпускает до 500 единиц научно-методической литературы ежегодно. В 2015 году, к 150-летнему юбилею ОНУ, был открыт Музей истории университета. Сегодня в ОНУ имени Мечникова ведут работу 28 научных школ; 20 научно-исследовательских лабораторий.

## Общественная деятельность
1998—2004 — советник председателя Одесской областной государственной администрации;
1997 — украинский директор Одесской программы прикладного государствоведения;
1997—1998 — координатор программы Европейских исследований в рамках программы ЕС ТEMPUS-TACIC;
с 1999 года — руководитель научного семинара в Доме Ученых (Одесса) по теории, истории и историографии международных отношений;
с 1995 — политический медиаэксперт, аналитик.

## Звания и награды
- 2004 — заслуженный деятель науки и техники Украины[15];
- 2009 — член-корреспондент Украинской академии политических наук;
- 2016 — почётный доктор университета «Нижний Дунай» (г. Галац, Румыния)
- 2015, 2016 — лауреат медиарейтинга Форума журналистов «100 влиятельных личностей Одессы»[16][17]
- 2016 — Орден «За заслуги» III степени — за весомый личный вклад в развитие национального образования, подготовку высококвалифицированных специалистов, многолетнюю плодотворную научно-педагогическую деятельность и по случаю 150-летия основания ОНУ имени И. И. Мечникова[18]

## Научная деятельность
И. Н. Коваль — основатель одесской научной школы международных исследований (фундатор школы историков-международников- академик С. И. Аппатов, г. Одесса) ; автор более 80 научных публикаций; член Экспертного совета ДАК по философским, политическим и социологическим наукам (2006); заведующий кафедрой международных отношений ОНУ (1999—2015); член- корреспондент Украинской академии политических наук (2009).
Как специалист — эксперт в области международных отношений, И. Н. Коваль проходил научные стажировки и вёл курсы лекций в университетах за рубежом:
- 1989 — научная стажировка и курс лекций И.Коваля в Goucher College (г. Балтимор, США);
- 1993 — Фулбрайтовская стипендия на проведение научных исследований и чтение лекций в университете Джонса Хопкинса (г. Балтимор, США);[21]
- 1994, 2005 — научная стажировка по изучению внешней политики постсоветских государств в институте Дж. Кеннана (г. Вашингтон, США) ;
- 2001- разработка новых учебных курсов в университете штата Мерелинд (г. Колледж-Парк, США)

И. Н. Коваль является членом международных научных обществ и организаций:
- 1987 — Украинская ассоциация политических наук;
- 1992 — Ассоциация исследователей — международников стран СНГ;
- 1993 — Ассоциация международных исследований (США);
- 1994 — Ассоциация углублённых славянских исследований (США).

Под научным руководством И. Н. Коваля защищены три докторских, пятнадцать кандидатских диссертаций; опубликовано более 80 исследовательских работ в научных изданиях Украины , США, Германии, России, Чехии, Словении, Польши, Венгрии.

## Основные труды
«Критический анализ американской буржуазной историографии: концепции восточноевропейской политики США», Одесса, 1984;
«США: современная внешнеполитическая мысль. Анализ концепции американской политологии 80-х годов», Одесса, 1992;
"Ukraine and European Security ", London- New York, 1999;
«Последняя битва „холодной войны“: восточноевропейская политика сверхдержав в концепциях зарубежной политологии» (80-е — 90-е гг.), Одесса,1999;
«Євроатлантична інтеграція України: глобальний та регіональний виміри» Одесса, 2008;
«Міжнародни відносини та політика держав в умовах глобальних трансформацій: анализ сучасноi политичноi думки» Oдеса, 2016